# Ga Sangwolgok
Ga Sangwolgok (Viện Khoa học và Công nghệ Hàn Quốc–KIST) (Tiếng Hàn: 상월곡(한국과학기술연구원)역, Hanja: 上月谷(韓國科學技術硏究院)驛) là ga tàu điện ngầm trên Tàu điện ngầm Seoul tuyến 6 kéo dài từ Sangwolgok-dong, Seongbuk-gu, Seoul. Viện Khoa học và Công nghệ Hàn Quốc nằm gần nhà ga.

## Lịch sử
- 7 tháng 8 năm 2000: Bắt đầu hoạt động với vai trò là ga cuối cùng với việc khai trương đoạn Sangwolgok ~ Bonghwasan của Tàu điện ngầm Seoul tuyến 6.
- 15 tháng 12 năm 2000: Đoạn tuyến Sangwolgok ~ Eungam của Tàu điện ngầm Seoul tuyến 6 được mở và trở thành ga trung gian.

## Bố trí ga
| Wolgok ↑                  |
| E/B Chung \| Chung W/B \| |
| ↓ Dolgoji                 |

| Hướng Tây  | ● Tuyến 6 | ← Hướng đi Đại học Hàn Quốc · Dongmyo · Samgakji · Eungam |
| Phần chung | ● Tuyến 6 | → Sân ga hỗn hợp                                          |
| Hướng Đông | ● Tuyến 6 | → Hướng đi Seokgye · Taereung · Bonghwasan · Sinnae →     |

## Xung quanh nhà ga
| Lối ra \| 나가는 곳 \| Exit \| 出口 | Lối ra \| 나가는 곳 \| Exit \| 出口 |
| ----------------------------------- | --- |
| 1                                   | Đại học nữ sinh Dongduk Wolgok 2-dong Trường trung học cơ sở Wolgok Trường tiểu học Wolgok Donga APT |
| 2                                   | Jangwi 2-dong Bưu điện Seokgwan-dong Trường tiểu học Jangwi Khu vực Jangwi Chợ Jangwi |
| 3                                   | Seokgwan-dong Chợ Saeseokgwan Đại học Nghệ thuật Quốc gia Hàn Quốc Trung tâm An toàn Công cộng Seokgwan |
| 4                                   | Viện Khoa học và Công nghệ Hàn Quốc Hội trường Cựu chiến binh Seongbuk-gu Thư viện thông tin Seongbuk Tổng công ty quản lý đô thị Seongbuk-gu Trung tâm phát triển khởi nghiệp Seongbuk Trung tâm cộng đồng Wolgok 2-dong Trung tâm an ninh Wolgok 2 Trung tâm phúc lợi người khuyết tật Seongbuk Trung tâm tái chế Seongbuk-gu |

## Hình ảnh

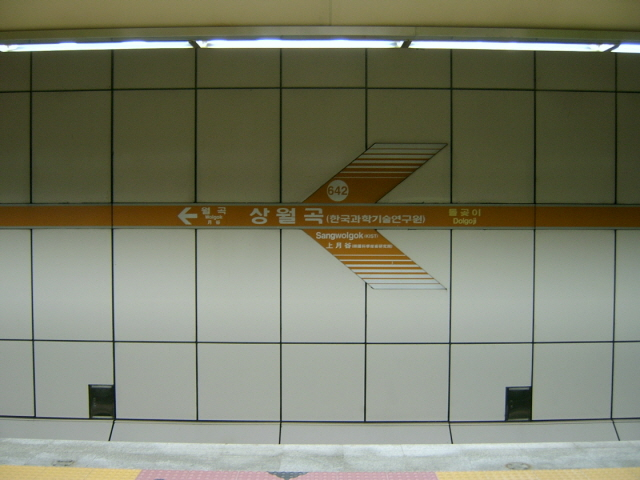
Bảng tên ga (trước khi lắp đặt cửa chắn)
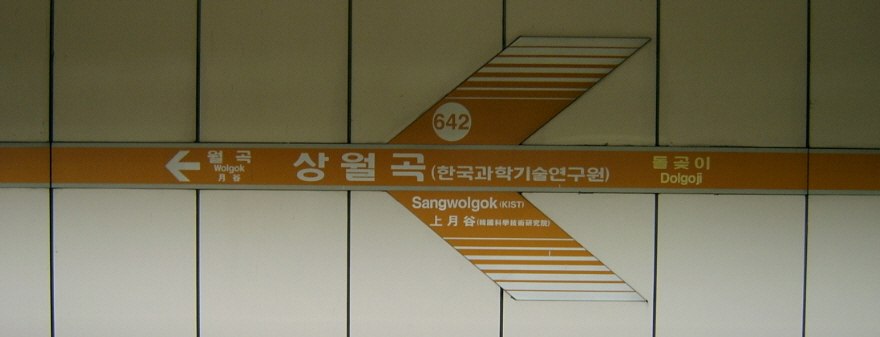
Bảng tên ga
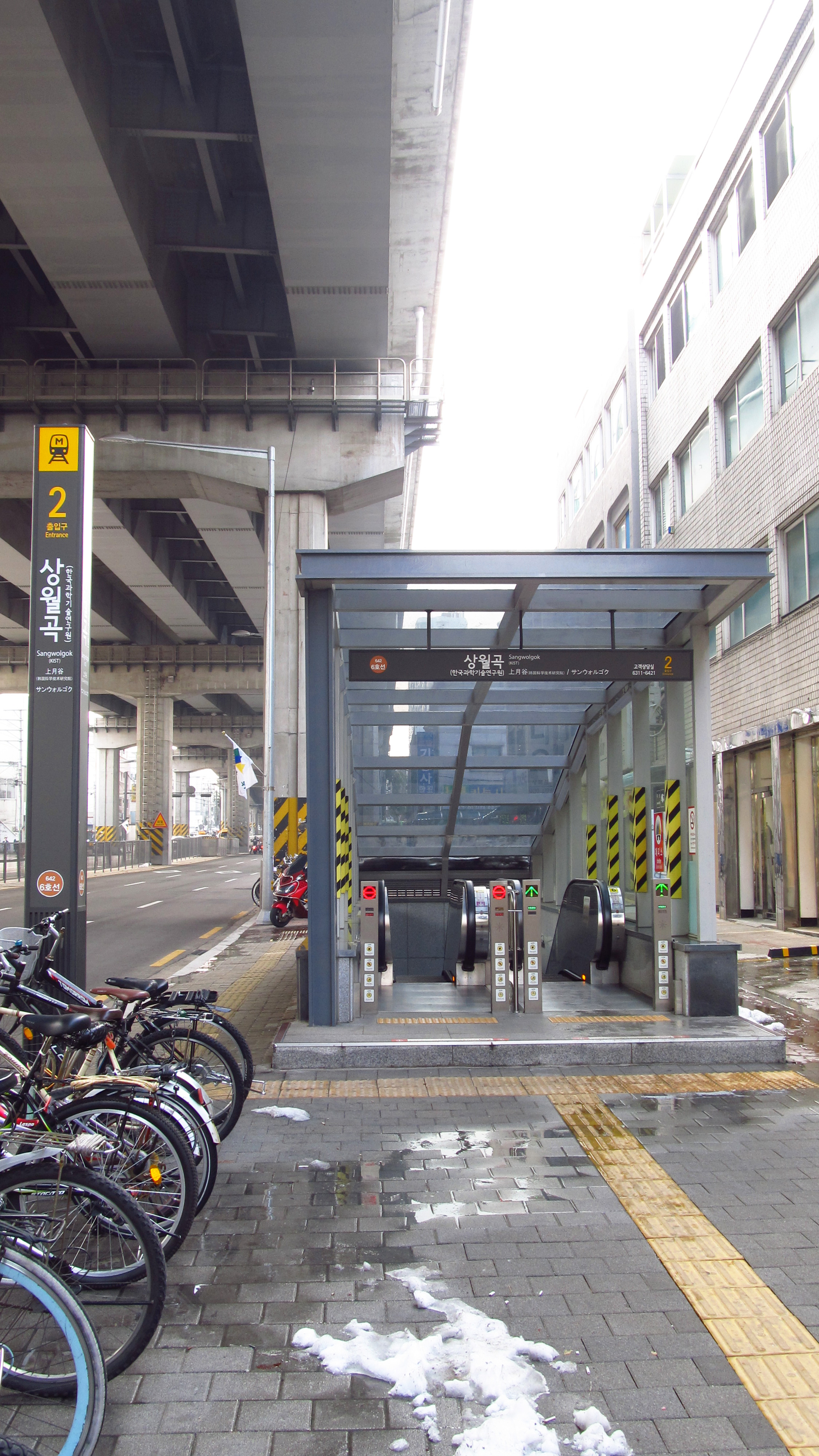
Lối ra 2